# Restless (álbum de Xzibit)
Restless é o terceiro álbum de estúdio de Xzibit. Foi lançado em 12 de Dezembro de 2000 e estreou no número 14 na Billboard 200 com aproximadamente 204.000 cópias vendidas na semana de lançamento. O álbum então caiu dezessete posições para o número 31 na segunda semana, mas então subiu 19 posições para o número 12 na semana seguinte. Também desde seu lançamento o álbum foi certificado como disco de platina pela RIAA com um excesso de 1.330.000 cópias vendidas se tornando o álbum mais bem sucedido da carreira de Xzibit. Anteriormente um rapper no estilo New York na mesma veia que King T e Tha Alkaholiks, Restless marcou uma mudança na carreira de Xzibit onde ele abraçou o estilo de produção G-Funk, cantoras nos refrões, grandes nomes como participações especiais e produtores, singles pop, e uma tentativa de alcançar um sucesso de crossover.

## Recepção
O álbum recebeu na maioria avaliações positivas dos críticos musicais.
| Críticas profissionais | Críticas profissionais |
| Avaliações da crítica  | Avaliações da crítica  |
| Fonte                  | Avaliação              |
| ---------------------- | ---------------------- |
| Allmusic               | [ 4 ]                  |
| Entertainment Weekly   | B+                     |
| HipHopDX               | [ 6 ]                  |
| NME                    | 8/10                   |
| RapReviews             | 9.0/10                 |
| Rolling Stone          | [ 6 ]                  |
| Robert Christgau       | [ 8 ]                  |
| The Source             | [ 6 ]                  |
| Vibe                   | [ 6 ]                  |
| USA Today              | [ 9 ]                  |

## Lista de faixas
| #  | Título                     | Participação(ões)             | Produtor                       | Duração |
| -- | -------------------------- | ----------------------------- | ------------------------------ | ------- |
| 1  | "Intro/Restless"           |                               | Sir Jinx, Thayod Ausar         | 1:15    |
| 2  | "Front 2 Back"             | WC e DJ Lethal                | Rockwilder                     | 3:02    |
| 3  | "Been a Long Time"         | Nate Dogg                     | Battlecat                      | 3:57    |
| 4  | "U Know"                   | Dr. Dre                       | Nottz                          | 3:26    |
| 5  | "X"                        | Snoop Dogg                    | Dr. Dre, Mel-Man, Scott Storch | 4:15    |
| 6  | "Alkaholik"                | Erick Sermon Tha Alkaholiks   | Erick Sermon                   | 3:39    |
| 7  | "Kenny Parker Show 2001"   | KRS-One                       | Thayod Ausar, Xzibit           | 4:45    |
| 8  | "D.N.A. (Drugs-n-Alkahol)" | Snoop Dogg                    | Rick Rock                      | 4:37    |
| 9  | "Double Time"              |                               | Erick Sermon                   | 2:50    |
| 10 | "Don't Approach Me"        | Eminem                        | Eminem                         | 4:36    |
| 11 | "Rimz & Tirez"             | Defari Goldie Loc Kokane      | Soopafly                       | 4:52    |
| 12 | "Fuckin' You Right"        |                               | Soopafly                       | 3:42    |
| 13 | "Best of Things"           |                               | Dr. Dre                        | 3:20    |
| 14 | "Get Your Walk On"         |                               | Mel-Man, Battlecat             | 3:39    |
| 15 | "Sorry I'm Away So Much"   | DJ Quik Suga Free             | DJ Quik                        | 3:59    |
| 16 | "Loud & Clear"             | Butch Cassidy Defari King Tee | Battlecat                      | 3:33    |

## Singles do álbum
| Informação                                                             |
| ---------------------------------------------------------------------- |
| "Front 2 Back" - Lançado: 25 de Setembro de 2000 - Lado-B:             |
| "Don't Approach Me" - Lançado: 2000 - Lado-B:                          |
| "X" - Lançado: 12 de Dezembro de 2000 - Lado-B: "X" (Remix)            |
| "Get Your Walk On" - Lançado: 8 de Janeiro de 2001 (Austria) - Lado-B: |

## Posições do álbum nas paradas musicais
| Ano  | Álbum    | Posições nas paradas | Posições nas paradas   | Posições nas paradas |
| Ano  | Álbum    | Billboard 200        | Top R&B/Hip Hop Albums |                      |
| 2000 | Restless | #12                  | #1                     |                      |

## Posições dos singles nas paradas musicais
| Ano  | Canção         | Posições nas paradas musicais | Posições nas paradas musicais    | Posições nas paradas musicais |                 |
| Ano  | Canção         | Billboard Hot 100             | Hot R&B/Hip-Hop Singles & Tracks | Hot Rap Singles               | Rhythmic Top 40 |
| 2000 | "X"            | #76                           | #32                              | #36                           | #23             |
| 2001 | "Front 2 Back" | -                             | #65                              | #42                           | -               |